# 极端现代主义
极端现代主义是現代性理論的分支。倾向于以视觉美学来看待理性秩序。其中心就是线性进步、科学技术的发展、生产的扩大、社会秩序的理性设计、用以不断满足人类的需要，並相信人類藉由科學技術不斷發展而最終得以控制自然，並輕視人類發展中保護傳統、地方價值、與社會的需求。極端現代主義在冷戰時期，尤其1950到1960年代在西方流行。

## 政治和文化层面
在斯科特看来，极端现代主义是一个关于将科技应用于（往往通过国家）人类活动的全盘幻想。如果说重塑国家的简单化倾向通过国家权力的活动按照其表述来改变整个社会和人类自然的话，那么“极端现代主义开始于一个全方位的新社会药方，并意图将其实现。”但前述的两种因素并不一定能产生大规模的乌托邦社会工程，它只有和国家的政权结合起来，在那些掌握权力的国家官员和科学官员倡导和操控下才能进行。

## 影响
受极端现代主义影响，中國很多的古老城市被改造。以一种“整体规划”方式来改造古老的演化的城市，以极端现代主义的简单、整齐、雄伟、宏大为原则重新创造新城市，然此亦使文化古迹受到破坏。